# Woman's Era Club
Woman's Era Club var en amerikansk organisation för färgade kvinnor, grundad 1892.
Det var en av de första kvinnoorganisationerna för afro-amerikanska kvinnor i USA, och spelade en viktig roll för den färgade kvinnorörelsen i USA. 
Föreningen grundades av den afroamerikanska kvinnorörelsens pionjär Josephine St. Pierre Ruffin i Boston. Vid denna tid fanns ett behov att bilda en separat rörelse för färgade kvinnor, som var marginaliserade i kvinnorörelsen och dessutom hade specifika problem att verka mot i det segregerade USA. 
Woman's Era Club föreslog genom sin tidning The Woman's Era att organisera en kvinnokonferens för färgade kvinnor, och i augusti 1895 hölls First National Conference of the Colored Women of America, som sedan organiserade en ny kongress följande år. På 1896 års kongress bildade National Federation of Afro-American Women, Woman's Era Club och Colored Women's League tillsammans National Association of Colored Women's Clubs, som kom att bli paraplyorganisation för den afroamerikanska kvinnorörelsen. 
Woman's Era Club uppmärksammades år 1900 för sitt misslyckade försök att desegregera General Federation of Women's Clubs. 